# Staro Topolje
Staro Topolje (deutsch Alt Topolje) ist ein kleiner Ort mit 831 Einwohnern in der kroatischen Region Slawonien, welcher 15 km östlich von Slavonski Brod entfernt liegt. Der Ort  gehört  zur Gemeinde Donji Andrijevci im slawonischen Landesteil Slavonsko Brodska und liegt nahe der Sava, die die natürliche Grenze zu Bosnien und Herzegowina darstellt.
Der 1947 gegründete Fußball-Club NK „Omladinac“ Staro Topolje trägt seine Spiele im „Stadion Grbavica“ aus. Das wohl bekannteste Talent des Vereins war der Torhüter Domagoj Malovan, der 1999 als Stammtorwart bei NK Osijek unter Vertrag ging.
Koordinaten: 45° 11′ N, 18° 15′ O